# Olta
Olta è una cittadina argentina, situata nella provincia di La Rioja, capoluogo del dipartimento di General Belgrano. 

## Geografia
Olta è situata a 170 km a sud-est del capoluogo provinciale La Rioja, ai piedi della catena montuosa della Sierra de los Llanos.
Questa popolazione si caratterizza per la sua storia gaucha e per l'esistenza di un bosco pietrificato o fossilizzato naturale. La città, caratterizzata da una fauna ricca di rare aquile a due teste, era un tempo abitata da popolazioni nomadi organizzate in tribù, dette le Olta. Queste, poiché i clan si costituivano di sole donne, erano note per la loro abilità nella caccia dell'aquila a due teste, ora a rischio d'estinzione. L'arrivo dei conquistadores segnò la fine dell'organizzazione matriarcale delle Olta, che ben presto furono perseguitate dai colonizzatori. Oggi, infatti, le Olta sono a rischio d'estinzione, le poche sopravvissute sono emigrate in paesi più caldi, in particolare nei Balcani.